# Californian rex
Le californian rex est une race de chat originaire des États-Unis. Ce chat est caractérisé par sa robe à poils mi-longs et ondulés. Il est la variété à poils mi-longs du cornish rex

## Origines
Cette variété a été découverte dans les années 1960 en Californie, comme son nom l'indique.
Elle reste actuellement extrêmement rare et très peu reconnue par les diverses associations félines. En France, le LOOF reconnaît la race comme « nouvelle race » ce qui ne lui permet pas de participer au championnat, mais elle peut cependant être exposée.

## Standards
Le californian rex a la même allure que le cornish rex. Sa silhouette est fine avec un dos arqué qui fait penser à un lévrier. Le format du corps est celui de l'oriental, long avec une cage thoracique profonde, une ossature fine et une musculature sèche. L'arrière-main est légèrement arrondie et bien musclée. Les pattes sont hautes et très fines et les pieds sont petits et ovales. La façon dont il se tient sur ses pattes donne l'impression qu'il se tient sur ses pointes, comme les danseuses. La queue est longue, fine et en forme de fouet.
La tête est de taille moyenne, plus longue que large, avec un « profil romain », c'est-à-dire que de profil, la tête est formée de deux bosses, l'une partant du crâne jusqu'au nez et l'autre du nez au museau. Le nez est large et bombé, les yeux sont ovales et bien ouverts. Ils sont placés de biais et devraient être espacés de la largeur d'un œil. Leur couleur doit être conforme à celle de la robe. Les oreilles sont grandes, coniques et placées haut sur la tête.
La fourrure est mi-longue et crantée, formant des vagues. Elle est très douce et ne doit pas comporter de poil de jarre. Les moustaches sont longues, contrairement à d'autres races à poils frisés.
Toutes les couleurs et toutes les robes sont acceptées.
Des mariages avec le cornish rex sont autorisés.

## Caractère
Le californian rex serait un chat sociable et qui n'aimerait pas la solitude. Il apprécierait la compagnie d’autres chats et de chiens. On le dit également vif, remuant, affectueux et très joueur. On dit même qu'il peut parfois être un véritable pot de colle. Ces traits de caractère restent toutefois parfaitement individuels et sont fonction de l'histoire de chaque chat.